# Kriminalni roman
Kriminalni roman je pripovedni žanr, ki za izhodišče jemlje kriminalna dejanja, za temo pa odkrivanje (detektiranje) njihovih motivov in storilcev. Žanrski tipi kriminalnega romana so detektivski roman, ki opisuje načine odkrivanja kriminalnega dejanja, sodna drama, ljubezenska kriminalka, drugi se osredotočajo na forenzične preiskave, psihološka ozadja zločinov itd.

## Zgodovina kriminalnega romana
Za prvo kriminalno pripoved v zgodovini sodobne zahodne književnosti velja kratka povest Edgarja Allana Poeja Umor v ulici Morgue (1841), ki je uvedla prvega literarnega detektiva, Augusta Dupina, vsevednega moža, ki reši vsako uganko. Pomemben pečat v razvoju kriminalnega romana v času med 1887 (A Study in Scarlet) in 1927 (The Case-book of Sherlock Holmes) je dal Arthur Conan Doyle s kriminalnimi primeri Sherlocka Holmesa, detektiva z izrednimi intelektualnimi zmožnostmi. V začetku 20. stoletja je Agatha Christie v žanr vpeljala detektiva Hercula Poirota.
Med najbolj popularne tuje avtorje spadajo John Grisham, Mary Higgins Clark, Michael Chrichton, Donna Leon, James Patterson, Georges Simenon, Ruth Rendell, Mario Puzo, Thomas Harris idr.

## Pravila kriminalnega romana
Temeljna pravila pisanja kriminalnega romana je leta 1928 popisal S. S. Van Dine. Danes so mnoga presežena oziroma postajajo neživljenjska (npr. da služabnik nikoli ne more biti storilec), nekatera pa ostajajo, ne glede na nastajajoče nove in nove žanrske tipe kriminalnega romana (npr. da pri razreševanju zločina ne smejo sodelovati nadnaravne sile, da je v izhodišču umor itd.).
John G. Cawelti je 1982 definiral razliko med klasično in trdo detektivsko zgodbo. Klasična detektivska zgodba se je pojavila v Angliji konec 19. stoletja (Edgar Allan Poe in Arthur Conan Doyle). Kraj dogajanja je velemesto s svojimi skrivnostmi ali pa podeželski dvorec. Detektiv ima izredno razvito intuicijo in logično sklepanje, po navadi je aristokrat. Detektivov družabnik ima vlogo posrednika med detektivom in bralcem. Dogajanje je zastavljeno tako, da se uganka, ki je bila postavljena na začetku, na koncu razreši,  mir, ki je bil porušen, pa se povrne s tem, ko je zločinec ujet. Kazen pri tej vrsti detektivske zgodbe ni poudarjena.
Trda detektivska zgodba se je razvila v 20. in 30. letih 20. stoletja v Združenih državah Amerike. Utemeljitelji so Dashiell Hammett, Raymond Chandler, Erle Stanley Gardner. Kraj dogajanja so odbijajoča velemesta. Detektiv ni veleum, je pa trdoživ in vztrajen. Išče storilca in ga, če je to potrebno, kaznuje tudi sam. Nima nobenega pomočnika. Kriminalno dejanje je rešeno, vendar kriminal ostaja, mir ni nikoli ponovno vzpostavljen. Pomembno mesto ima ženski lik, ki je po navadi detektivova ljubica, za katero se izkaže, da je zločinka, detektiv pa jo žrtvuje v imenu pravice.
V skoraj vseh kriminalnih romanih v ospredju ni umor, ampak njegova pojasnitev.

## Kriminalni roman na Slovenskem
Slovenci smo prvo kriminalko dobili leta 1874, ko je Jakob Alešovec v Bleiweissovih Novicah izdal prvi del kriminalne povesti z naslovom Poštne nakaznice. Izhajale so v 6 delih. V času do 2. svetovne vojne je obseg teh del narasel na štiri avtorje s 16 besedili. Slovensko kriminalko pred 2. svetovno vojno se da opisati s pojmoma klasična in trda detektivska zgodba.
V času pred 2. svetovno vojno so kriminalke pisali Jakob Alešovec, Fran Milčinski, Ivo Šorli in Ljuba Prenner. V Alešovčevih Poštnih nakaznicah nastopa preiskovalni sodnik, ki ima vlogo detektiva. Je vesten uradnik, ki pozna postopke in ima nadpovprečno razvit spomin. Fran Milčinski je leta 1907 objavil detektivsko pripoved  Ura št. 55916, kjer nastopa groteskni ljubljanski detektiv Jakob Ciber, komičen pa je tudi detektiv Mavricij Pikec iz detektivskih zgodb, ki jih je Milčinski objavil leta 1924 (Požig v Hruševju, Skrivnostni strup, K umoru gospoda Patakona). Ivo Šorli leta 1922 napiše prvi slovenski detektivski roman Pasti in zanke, kjer se dogajanje razvija po vzoru trde kriminalke. Leta 1939 Ljuba Prenner objavi drugi detektivski roman z naslovom Neznani storilec.
Kriminalki kot "malomeščanskemu" žanru povojna literatura ni bila naklonjena. Ugodni pogoji za razvoj kriminalke se pojavijo šele v 70. letih po TV kriminalni seriji Vitomila Zupana Vest in pločevina.
Slovensko kriminalko 90. let delimo na klasično in sodobno kriminalko, med seboj se razlikujeta v suspenzu.
Klasična kriminalka se je razvila iz detektivke, zato je prevzela nekaj njenih značilnosti, vendar pa se kljub podobnostim od nje razlikuje. Zgodba v detektivskem romanu, ki je zgodba razkritja, se osredotoča na razrešitev zločina, v kriminalnem romanu, ki je zgodba zločinca, pa se osredotoča na povzročitelje zločina. V kriminalki je bolj poudarjena kazen, storilca spoznamo že na začetku, zato analitično pripoved zasenči psihološka oznaka zločinca in moralna ocena njegovega okolja.
Sodobna slovenska kriminalka je zaživela v 70. letih 20. stoletja s pojavom mladinske kriminalke in televizijskih serij. Posodobljenost kriminalke 90. let je na Slovenskem napovedal roman  Branka Gradišnika z naslovom Nekdo drug. Tridelno detektivsko zasnovo (truplo-detektiv-storilec) je posodobil z množičnim oz. anonimnim detektivom. Preiskave, ki poteka že od začetka romana, ne vodi vsemogočni detektiv. Njene drobce spoznavamo iz prvoosebne pripovedi domnevnega krivca. Identitetna razklanost lika je bistveni posodobitveni element Gradišnikove kriminalke. Identitetna kriminalka se prenese na glavnega literarnega junaka.
V romanu Cimre Maje Novak se identitetna uganka razreši vzporedno z detektivsko določitvijo morilca. Roman je zgrajen po načelih klasične detektivke.
V tem obdobju je edina postmodernistična kriminalka Vrata Skozi Gorana Gluviča. Popolnoma drugačna od te kriminalke je klasična kriminalka Sergeja Verča Rolandov Steber. Pomembno je tudi delo Igorja Karlovška z naslovom Klan.
Struktura sodobne slovenske kriminalke se razrešuje neklasično. Razkriva jo prvoosebni pripovedovalec, ki je domnevni krivec, ne pa detektiv kot objektivni opazovalec.

### Slovenski avtorji
Mladinski pisatelji
- Leopold Suhodolčan
- Vitan Mal
- Ivan Sivec
- Tatjana Kokalj
- Janja Vidmar

Pisatelji za odrasle
- Jakob Alešovec
- Silvester Košutnik
- Ivo Šorli
- Fran Josip Knaflič
- Januš Golec
- Ljuba Prenner
- Marjan Marinc
- Zlata Volarič
- Ladislav Črnologar
- Željko Kozinc
- Bogdan Novak
- Franček Rudolf
- Tone Frelih
- Helena Kos (alias Barbara Komar)
- Sergej Verč
- Sonja Koranter
- Branko Gradišnik
- Tomo Rebolj (alias Aaron Kronski)
- Darja Hočevar (alias Stella Norris)
- Mojca Dobnikar
- Goran Gluvič
- Franjo Frančič
- Igor Karlovšek
- Maja Novak
- Avgust Demšar
- Meta Osredkar
- Tadej Golob

## Kriminalni roman in visoka literatura
Kriminalni roman je v preteklosti veljal za manjvredno literarno zvrst. Očitali so mu množičnost, popularnost, ideološkost, moralističnost ali propagandističnost.
Dandanes razlike večinoma več ne veljajo, vseeno pa se v določenem delu strokovne in laične javnosti le-te še vedno pojavljajo.